# HD202149
HD202149 — хімічно пекулярна зоря спектрального класу B9, що має видиму зоряну величину в смузі V приблизно  6,7.
Вона  розташована на відстані близько 602,9 світлових років від Сонця.

## Пекулярний хімічний склад
Зоряна атмосфера HD202149 має підвищений вміст 
Hg
.